# Treizième circonscription de la préfecture d'Aichi
La treizième circonscription de la préfecture d'Aichi (愛知県第13区, Aichi-ken dai-jūsan-ku) est l'une des seize circonscriptions législatives que compte la préfecture d'Aichi au Japon.

## Description géographique
Depuis 1994, la treizième circonscription de la préfecture d'Aichi regroupe les villes de Hekinan, Kariya, Anjō, Chiryū et Takahama,.

## Députés
| Législature | Début de mandat | Fin de mandat | Député élu          | Parti politique | Parti politique |
| ----------- | --------------- | ------------- | ------------------- | --------------- | --------------- |
| 41e         | 1996            | 2000          | Satoshi Shima (ja)  |                 | Shinshintō      |
| 42e         | 2000            | 2003          | Hideaki Ōmura       |                 | PLD             |
| 43e         | 2003            | 2005          | Hideaki Ōmura       |                 | PLD             |
| 44e         | 2005            | 2009          | Hideaki Ōmura       |                 | PLD             |
| 45e         | 2009            | 2012          | Kensuke Ōnishi (ja) |                 | PDJ             |
| 46e         | 2012            | 2014          | Sei Ōmi (ja)        |                 | PLD             |
| 47e         | 2014            | 2017          | Kensuke Ōnishi      |                 | PDJ             |
| 48e         | 2017            | 2021          | Kensuke Ōnishi      |                 | PE              |
| 49e         | 2021            | 2024          | Kensuke Ōnishi      |                 | PDC             |
| 50e         | 2024            | -             | Kensuke Ōnishi      |                 | PDC             |